# 2019 w Wojsku Polskim
Kalendarium Wojska Polskiego 2019 – wydarzenia w Wojsku Polskim w roku 2019. W tym roku Siły Zbrojne Rzeczypospolitej Polskiej kontynuowały udział w misjach poza granicami kraju w ramach:
Polskiego Kontyngentu Wojskowego w operacji wojskowej Unii Europejskiej w południowym rejonie środkowej części Morza Śródziemnego.
Polskiego Kontyngentu Wojskowego w misji INHERENT RESOLVE w Republice Iraku, Jordańskim Królestwie Haszymidzkim, Państwie Katar oraz Państwie Kuwejt.
Polskiego Kontyngentu Wojskowego w szkoleniowej misji wojskowej Unii Europejskiej w Republice Środkowoafrykańskiej.
Polskiego Kontyngentu Wojskowego w składzie wielonarodowej brygady sił dostosowanej Wysuniętej Obecności Organizacji Traktatu Północnoatlantyckiego w Rumunii oraz Republice Bułgarii.
Polskiego Kontyngentu Wojskowego w misji RESOLUTE SUPPORT Organizacji Traktatu Północnoatlantyckiego w Islamskiej Republice Afganistanu.
Polskiego Kontyngentu Wojskowego w składzie batalionowej grupy bojowej sił wzmocnionej Wysuniętej Obecności Organizacji Traktatu Północnoatlantyckiego w Republice Łotewskiej oraz Republice Estońskiej i Republice Litewskiej.
Polskiego Kontyngentu Wojskowego w Siłach Międzynarodowych w Republice Kosowa i Byłej Jugosłowiańskiej Republice Macedonii oraz w Bośni i Hercegowinie.

## Styczeń
21 stycznia
- Na nowe stanowiska służbowe w strukturach międzynarodowych zostali wyznaczeni:

gen. bryg. Zenon Brzuszko – Naczelne Dowództwo Sojuszniczych Sił Zbrojnych NATO w Europie w Mons;
gen. bryg. Stanisław Kaczyński – Dowództwo Sił Lądowych NATO w Izmirze.
25 stycznia
- Minister Obrony Narodowej, Mariusz Błaszczak, podpisał umowę na dostawę czterech śmigłowców S-70i Black Hawk dla Wojsk Specjalnych. Dostawcą maszyn będą Polskie Zakłady Lotnicze w Mielcu[9].

30 stycznia
- Zmiana dowodzenia w 34 Brygadzie Kawalerii Pancernej, do czasowego pełnienia obowiązków dowódcy został wyznaczony szef sztabu brygady, ppłk Ireneusz Ignasiak. Przekazujący dowodzenie, płk Lewandowski z dniem 4 lutego 2019 roku, obejmie dowodzenie 21 Brygadą Strzelców Podhalańskich[10].

## Luty
1 lutego
- Zmiana na stanowisku dowódcy 1 Skrzydła Lotnictwa Taktycznego. Gen. bryg. pil. Ireneusz Starzyński przekazał dowodzenie płk. dr. pil. Maciejowi Trelce. Gen. Starzyński dalszą służbę będzie pełnił w Centrum Operacji Powietrznych – Dowództwie Komponentu Powietrznego[11].
- Zmiana na stanowisku dowódcy 12 Brygady Zmechanizowanej. Gen. bryg. Piotr Trytek, który został wyznaczony na nowe stanowisko służbowe w Sztabie Generalnym WP, przekazał obowiązki płk. Sławomirowi Dudczakowi[12].

4 lutego
- Nowym dowódcą 21 Brygady Strzelców Podhalańskich został płk Dariusz Lewandowski. Dotychczasowy dowódca, gen. bryg. Ryszard Pietras na nowe stanowisko służbowe został wyznaczony w Centrum Operacji Lądowych – Dowództwie Komponentu Lądowego[13].

5 lutego
- 100. rocznica powołania Biskupstwa Polowego w Polsce[14].

13 lutego
- Minister Obrony Narodowej podpisał umowę z rządem USA na dostawę dywizjonu artylerii rakietowej systemu HIMARS[15].

22 lutego
- Minister Obrony Narodowej przekazał 11 Małopolskiej Brygadzie Obrony Terytorialnej w Krakowie dziedzictwo tradycji Zgrupowania Armii Krajowej „Żelbet”, nadał jej imię gen. bryg. Leopolda Okulickiego, ps. „Niedźwiadek” oraz ustanowił dzień 22 maja dorocznym świętem brygady[16].

28 lutego
- Minister Obrony Narodowej podpisał Plan Modernizacji Technicznej Sił Zbrojnych RP, który zakłada do roku 2026, wydatki o wartości 185 mld zł[17].

## Marzec
4 marca
- W godzinach popołudniowych, w okolicach miejscowości Drgicz w województwie mazowieckim, podczas oblotu technicznego, rozbił się samolot MiG-29 z 23 Bazy Lotnictwa Taktycznego w Mińsku Mazowieckim. Pilot po katapultowaniu został podjęty przez załogę śmigłowca z 2 Grupy Poszukiwawczo-Ratowniczej w stanie ogólnym dobrym[18].

11 marca
- Prezydent RP Andrzej Duda mianował pośmiertnie:

1. pułkownika Mieczysława Stanisława Mozdyniewiczna na stopień generała brygady,
2. pułkownika Szczepana Ścibora na stopień generała brygady,
3. kontradmirała Adama Mohuczego na stopień wiceadmirała[19].

13 marca
- Prezydent RP Andrzej Duda, na wniosek Ministra Obrony Narodowej Mariusza Błaszczaka, mianował[20]:

1. dowódcę 3 Brygady Rakietowej Obrony Powietrznej, płk. Andrzeja Dąbrowskiego na stopień generała brygady,
2. dowódcę 3 Flotylli Okrętów, kmdr Mirosława Jurkowlańca na stopień kontradmirała,
3. dowódcę 15 Brygady Zmechanizowanej, płk Norberta Iwanowskiego na stopień generała brygady,
4. szefa Inspektoratu MON ds. Bezpieczeństwa Lotów, Przewodniczącego Komisji Badania Wypadków Lotniczych Lotnictwa Państwowego, płk. pil. Roberta Cierniaka na stopień generała brygady,
5. pełnomocnika MON ds. utworzenia Wojsk Obrony Cyberprzestrzeni, płk. Karola Molendę na stopień generała brygady[21].

31 marca
- Prezydent RP Andrzej Duda wręczył sztandar wojskowy Pułkowi Reprezentacyjnemu Wojska Polskiego. Rodzicami chrzestnymi sztandaru zostali: Pani Maria Gilarska – Małżonka śp. gen. dyw. Kazimierza Gilarskiego oraz płk Roman Januszewski – zastępca Dowódcy Garnizonu Warszawa[22].

## Kwiecień
26 kwietnia
- Minister Obrony Narodowej podpisał w zakładach PZL-Świdnik umowę na dostawę czterech śmigłowców AW101 dla Marynarki Wojennej. Śmigłowce będą przeznaczone zarówno do zwalczania okrętów podwodnych (ZOP), jak i prowadzenia działań poszukiwawczo-ratowniczych w warunkach bojowych (CSAR)[23].

## Maj
2 maja
- Prezydent RP Andrzej Duda, na wniosek Ministra Obrony Narodowej Mariusza Błaszczaka, mianował:

1. dowódcę 25 Brygady Kawalerii Powietrznej, płk Adama Marczaka na stopień generała brygady,
2. dowódcę 2 Skrzydła Lotnictwa Taktycznego, płk pil. Ireneusza Nowaka na stopień generała brygady,
3. szefa Sztabu Inspektoratu Wsparcia Sił Zbrojnych, płk Zbigniewa Powęska na stopień generała brygady,
4. dowódcę 1 Brygady Pancernej, płk Jana Wojno na stopień generała brygady[24],
5. pośmiertnie płk art. Antoniego Wereszczyńskiego na stopień generała brygady[25].

10 maja
- Minister Obrony Narodowej wprowadził odznaki rozpoznawcze jednostek wojskowych Wojsk Obrony Terytorialnej i zatwierdził ich wzory[26].

## Czerwiec
24 czerwca
- Akademii Sztuki Wojennej wręczono sztandar wojskowy. Rodzicami chrzestnymi sztandaru zostali: Pani Jadwiga Chruściel – córka gen. Antoniego Chruściela „Montera” i Pan Piotr Sosnkowski – syn gen. Kazimierza Sosnkowskiego[27].

25 czerwca
- Prezydent RP, na wniosek Ministra Obrony Narodowej, mianował[28]:

1. szef Sztabu Dowództwa Generalnego Rodzajów Sił Zbrojnych, gen. bryg. Piotra Błazeusza na stopień generała dywizji,
2. dowódcę 21 Brygady Strzelców Podhalańskich, płk Dariusza Lewandowskiego na stopień generała brygady.

26 czerwca
- Kończący kadencję 2014-2019 członkowie Kapituły Orderu Krzyża Wojskowego zostali pożegnani przez Prezydenta RP[29].

30 czerwca
- Sztandar wojskowy dla Morskiej Jednostki Rakietowej. W imieniu Prezydenta RP sztandar wręczył wiceminister Obrony Narodowej Wojciech Skurkiewicz. Rodzicami chrzestnymi sztandaru zostali: wnuczka patrona MJR Janina Bogusławska-Narloch i kmdr dypl. rez. Stanisław Koryzma[30].

- Na podstawie decyzji Ministra Obrony Narodowej został rozformowany Inspektorat Informatyki. Jednostki dotychczas podległe Szefowi I2 weszły w skład przeformowanego Narodowego Centrum Bezpieczeństwa Cyberprzestrzeni[31].

## Lipiec
1 lipca
- Zmian na stanowisku Dowódcy 31 Bazy Lotnictwa Taktycznego, płk pil. Rafał Zadencki przekazał dowodzenie bazą płk pil. Norbertowi Chojnackiemu[32].

11 lipca
- Prezydent RP, Andrzej Duda na wniosek Ministra Obrony Narodowej mianował pośmiertnie:

gen. bryg. Juliana Filipowicza na stopień generała dywizji.
13 lipca
- Dowództwu Brygady Lotnictwa Marynarki Wojennej wręczono sztandar wojskowy. Rodzicami chrzestnymi sztandaru zostali: Pani Hanna Trzaska-Durska, krewna patrona brygady oraz Pan Ireneusz Makowski, prezes Stowarzyszenia Historycznego Morskiego Dywizjonu Lotniczego w Pucku[34].

15 lipca
- Na nowe stanowiska służbowe zostali wyznaczeni[35]:

1. gen. bryg. Zbigniew Powęska – szef Zarządu Logistyki – P4 w Sztabie Generalnym WP;
2. płk Robert Woźniak – Dyrektor Departamentu Infrastruktury;
3. płk Michał Rohde – dowódca 19. Brygady Zmechanizowanej.

19 lipca
- Dotychczasowy dowódca 16 Dywizji Zmechanizowanej, gen. dyw. Marek Sokołowski został wyznaczony na stanowisko Inspektora Szkolenia Dowództwa Generalnego Rodzajów Sił Zbrojnych. Nowym dowódcą dywizji został gen. bryg. Krzysztof Radomski[36].

- Zmiana na stanowisku dowódcy 2 pułku rozpoznawczego. Do czasowego pełnienia obowiązków został wyznaczony ppłk. Jakub Garbowski. Dowodzący wcześniej płk Artur Jakubczyk swoją dalszą służbę będzie pełnił na stanowisku zastępcy dowódcy 18.DZ[37].

22 lipca
- Podpisanie umowy na remont i unowocześnienie czołgów T-72. Modernizacja zostanie przeprowadzona w Zakładach Mechanicznych „BUMAR – ŁABĘDY” S.A. w Gliwicach. Wartość kontraktu to 1,75 mld zł[38].

25 lipca
- Uroczystość wmurowania kamienia węgielnego pod budowę Centrum Produkcyjno-Serwisowego Pocisków Rakietowych NSM w Wojskowych Zakładach Elektronicznych S.A. w Zielonce. Zakończenie budowy zaplanowano na I kwartał 2020 roku, wartość inwestycji około 30 mln zł[39].

## Sierpień
1 sierpnia
- Prezydent RP, zwierzchnik Sił Zbrojnych, powołał pięciu nowych członów Kapituły Orderu Krzyża Wojskowego[40].

12 sierpnia
- Czasowo pełniący obowiązki dowódcy 2 pułku rozpoznawczego ppłk. Jakub Garbowski został awansowany na stopień pułkownika i wyznaczony na stanowisko dowódcy 2 pr[41].

15 sierpnia
- Prezydent RP Andrzej Duda, na wniosek Ministra Obrony Narodowej Mariusza Błaszczaka, mianował[42]:

1. dowódcę Centrum Operacji Lądowych – dowódcę Komponentu Lądowego, generała brygady Sławomira Kowalskiego na stopień generała dywizji,
2. dowódcę 16 Dywizji Zmechanizowanej, generała brygady Krzysztofa Radomskiego na stopień generała dywizji,
3. zastępcę dowódcy 18 Dywizji Zmechanizowanej, pułkownika Artura Jakubczyka na stopień generała brygady,
4. dowódcę 3 Skrzydła Lotnictwa Transportowego, pułkownika pil. Krzysztofa Walczaka na stopień generała brygady,
5. dowódcę 8 Flotylli Obrony Wybrzeża, komandora Piotra Niecia na stopień kontradmirała

- Prezydenta RP podczas obchodów Święta Wojska Polskiego odznaczył[43]:

1. starszego chorążego sztabowego Pawła Kołodzieja – Krzyżem Zasługi za Dzielność,
2. plutonowego Grzegorza Krasickiego – Krzyżem Zasługi za Dzielność,
3. generała dywizji Krzysztofa Króla – Złotym Krzyżem Zasługi,
4. pułkownika Artura Wilińskiego – Srebrnym Krzyżem Zasługi,
5. sierżanta Tomasza Cieślaka – Brązowym Krzyżem Zasługi,
6. starszego chorążego Mariusza Gutowskiego – Brązowym Krzyżem Zasługi,
7. komandora Dariusza Juszczaka – Morskim Krzyżem Zasługi z Mieczami
8. chorąży Emilię Kłosowską – Wojskowym Krzyżem Zasługi,
9. młodszego chorążego Jacka Radwańskiego – Wojskowym Krzyżem Zasługi,
10. pułkownika Pawła Wiktorowicza – Wojskowym Krzyżem Zasługi,
11. wiceadmirała Krzysztofa Jaworskiego – Morskim Krzyżem Zasługi,
12. majora Marcina Konończuka – Lotniczym Krzyżem Zasługi.

- Głównym punktem obchodów Święta Wojska Polskiego była defilada Wierni Polsce zorganizowana w Katowicach. Wzięło w niej udział ponad 2600 żołnierzy, ponad 180 jednostek sprzętu i ponad 60 statków powietrznych[44].

16 sierpnia
- Zmiana na stanowisku Komendanta Portu Wojennego Gdynia. Czasowo pełniącym obowiązki został kmdr. por. Przemysław Czernuszyc, dotychczasowy zastępca komendanta[45].

29 sierpnia
- 1 Warszawska Brygada Pancerna i 21 Brygada Strzelców Podhalańskich zostały przekazane w podporządkowanie 18. Dywizji Zmechanizowanej[46].

## Wrzesień
2 września
- Nowym dyrektorem Departamentu Zwierzchnictwa nad Siłami Zbrojnymi został gen. dywizji Andrzej Reudowicz[47].

- Pierwsza inauguracja roku szkolnego w Wojskowym Ogólnokształcącym Liceum Informatycznym[48].

7 września
- Dowództwo 18 Dywizji Zmechanizowanej otrzymało sztandar wojskowy. W imieniu Prezydenta RP sztandar przekazał Minister Obrony Narodowej. Rodzicami chrzestnymi sztandaru zostali: Pani Elżbieta Buk, córka patrona dywizji i Mariusz Błaszczak, szef MON[49].

16 września
- Zmiana na stanowisku Dowódcy 18 Białostockiego pułku rozpoznawczego, płk Rafał Lis przekazał dowodzenie pułkiem płk Pawłowi Lachowskiemu[50].

30 września
- Zmiany w Morskiej Jednostce Rakietowej, dotychczasowy dowódca kmdr Artur Kołaczyńsnki wyznaczony na nowe stanowisko w 3 FO przekazał dowodzenie jednostką kmdr Przemysławowi Karasiowi[51].

## Październik
1 października
- Zmiana na stanowisku Dowódcy 15 Brygady Wsparcia Dowodzenia w Sieradzu. Do czasu wyznaczenia nowego dowódcy czasowo pełniącym obowiązki został płk. Krzysztof Rawski dotychczasowy zastępca dowódcy[52].

8 października
- Prezydent RP – Zwierzchnik Sił Zbrojnych podpisał rozporządzenie w sprawie podwyższenia mnożnika kwoty bazowej z poziomu 3,63 do 3,81 dla żołnierzy zawodowych. Podwyżka uposażenia wejdzie w życie od stycznia 2020 roku[53].
- Biskup polowy Wojska Polskiego Józef Guzdek został uhonorowany przez Prezydenta RP Złotym Krzyżem Zasługi[54].
- Podczas niekontrolowanego wybuchu pocisku artyleryjskiego z okresu II wojny światowej w Kuźni Raciborskiej zginęło dwóch oraz czterech zostało rannych saperów 29 patrolu rozminowania wystawionego przez 6 Batalion Powietrznodesantowy[55][56].

11 października
- Regionalnemu Centrum Informatyki w Gdyni wręczono sztandar wojskowy. Rodzicami chrzestnymi sztandaru zostali: Maria Balawejder i Wojciech Szczurek, Prezydent Miasta Gdyni[57].

27 października
- W Chińskim Wuhan zakończyły się VII Światowe Wojskowe Igrzyska Sportowe. Polska reprezentacja licząca 204 zawodników walczyła o medale w 17 dyscyplinach. W końcowej klasyfikacji medalowej zajęliśmy 5. miejsce, zdobywając łącznie 60 medali[58].

## Listopad
7 listopada
- Pułkownik Wojciech Daniłowski został nowym Dowódcą 15 Brygady Wsparcia Dowodzenia. Obowiązki przyjął od płk. Krzysztofa Rawskiego, który pełnił je czasowo od 1 października br[59].
- Prezydent RP Andrzej Duda, na wniosek Ministra Obrony Narodowej Mariusza Błaszczaka, mianował[60]:

1. Szefa Sztabu Generalnego Wojska Polskiego, generała broni Rajmunda Andrzejczaka na stopień generała,
2. Dowódcę Generalnego Rodzajów Sił Zbrojnych, generała broni Jarosława Mikę na stopień generała,
3. Dowódcę Garnizonu Warszawa, generała brygady Roberta Głąba na stopień generała dywizji,
4. Inspektora Sił Powietrznych Dowództwa Generalnego RSZ, generała brygady pil. Jacka Pszczołę na stopień generała dywizji,
5. Szefa Inspektoratu Wsparcia Sił Zbrojnych, generała brygady Dariusza Ryczkowskiego na stopień generała dywizji,
6. Dowódcę 12 Brygady Zmechanizowanej, pułkownika Sławomira Dudczaka na stopień generała brygady,
7. Dowódcę 3 Brygady Radiotechnicznej, pułkownika Dariusza Krzywdzińskiego na stopień generała brygady,
8. Szefa Pionu Operacyjnego ds. NATO – Zastępcę Polskiego Przedstawiciela Wojskowego przy Komitetach Wojskowych NATO i UE z siedzibą w Brukseli, pułkownika Wojciecha Ozgę na stopień generała brygady,
9. Dowódcę 10 Brygady Kawalerii Pancernej, pułkownika Artura Pikonia na stopień generała brygady.

Uroczystość wręczenia aktów mianowania odbyła się w dniu 12 listopada w Pałacu Prezydenckim.
8 listopada
- Minister Obrony Narodowej Mariusz Błaszczak, pożegnał żołnierzy I zmiany Polskiego Kontyngentu Wojskowego w Libanie. Zadanie sformowania kontyngentu powierzono 12 Brygadzie Zmechanizowanej[61].

11 listopada
- Z okazji Narodowego Święta Niepodległości Prezydent Rzeczypospolitej Polskiej odznaczył Medalem Stulecia Odzyskanej Niepodległości[62]:

1. pułkownika Romana Ćwiklińskiego,
2. podpułkownika Tomasza Sieńko,
3. starszego chorążego sztabowego marynarki Macieja Skrzypkowskiego.

12 listopada
- Zmiana na stanowisku dowódcy 3 Skrzydła Lotnictwa Transportowego. Nowym dowódcą został płk pil. Krzysztof Cur. Ustępujący dowódca, gen. bryg. pil. Krzysztof Walczak obejmie stanowisko szefa Zarządu Wojsk Lotniczych – zastępcę Inspektora Sił Powietrznych Dowództwa Generalnego[63].

28 listopada
- Pierwsze podniesienie bandery wojennej na korwecie patrolowej ORP Ślązak. Jednostka weszła w skład Dywizjonu Okrętów Bojowych 3. Flotylli Okrętów[64].

## Grudzień
12 grudnia
- Postanowienie Prezydenta RP o użyciu Polskiego Kontyngentu Wojskowego, w składzie Sił Sojuszniczych Organizacji Traktatu Północnoatlantyckiego w misji wojskowego nadzoru przestrzeni powietrznej Republiki Estońskiej, Republiki Litewskiej i Republiki Łotewskiej. Termin użycia PKW od 15 grudnia 2019 r. do 15 maja 2020 r[65].
- Zgodnie z decyzją Ministra Obrony Narodowej w Olsztynie rozpoczęło funkcjonowanie Dowództwo 16 Pomorskiej Dywizji Zmechanizowanej[66].
- Narodowy Bank Polski, wprowadził do obiegu monetę 10 złotową, która upamiętnia 100-lecie polskiego lotnictwa wojskowego[67].

20 grudnia
- Wojska Specjalne otrzymały na swoje wyposażenie 4 śmigłowce Sikorsky S-70i Blackhawk[68].